# 加斯帕
加斯帕是巴西圣卡塔琳娜州的一个市镇。总面积386.354平方公里，总人口52428人，人口密度135.7人/平方公里。